# Леонтьев, Николай Васильевич
Николай Васильевич Леонтьев (январь 1739 — 10 [22] апреля 1824, Санкт-Петербург) — русский чиновник и писатель; президент Медицинской коллегии, сенатор, действительный тайный советник. Один из первых русских баснописцев.

## Биография
Внук стольника Осипа Романовича Леонтьева — троюродного брата Анны Леонтьевой, бабушки Петра I. C 1755 года воспитывался в Сухопутном шляхетском корпусе, выпущен в 1758 году прапорщиком в гвардию, но оставлен при корпусе. С 1766 года — капитан-поручик лейб-гвардии Измайловского полка; служил в нём до отставки в звании полковника, 15 марта 1779 года.
С июля 1779 года состоял в Конторе строения Исаакиевского собора. В 1796 году назначен сенатором: сначала присутствовал во 2-м департаменте, с 1800 года — во Временном департаменте казённых дел, с 1805 года — в 4-м Апелляционном департаменте. Также состоял членом Комиссии составления законов. В 1800 году назначен президентом Медицинской коллегии и возглавлял её до реорганизации в 1804 году. С 1 января 1800 года — командор ордена Св. Иоанна Иерусалимского.
В 1807 году потерял зрение, после чего практически не участвовал в служебных делах. В 1816 году вышел в отставку. В то время ему принадлежало 1296 душ крепостных. Похоронен на Георгиевском Большеохтинском кладбище.

## Творчество
Литературным творчеством занимался с юности. Напечатал оды: на восшествие Екатерины II на престол (1762), на прибытие императрицы из Москвы (1763), на рождение государя Александра Павловича и на выздоровление государыни Марии Феодоровны (1778); также — «Чувствования отца, скорбящего о кончине незабвенной своей дочери, графини Анны Николаевны Салтыковой» (1823). Наибольший успех имели две книги «Басен» (1766), о которых В. А. Поленов в начале XIX века отзывался следующим образом:
Необыкновенная простота рассказа составляет одно из главнейших достоинств этих произведений. Простота эта иногда доходит до излишества и заставляет читателя невольно улыбнуться над простодушием автора… Однако его простодушная веселость в иных местах и как бы невольное сострадание к глупостям человеческим – в других забавляют и привлекают читателя.
При основании Академии Российской избран членом грамматикального отделения; собирал для Академического словаря слова на «У» и «Х». Вместе с Д. И. Фонвизиным, С. Я. Румовским и И. И. Лепёхиным работал над составлением общего плана словаря.

## Семья

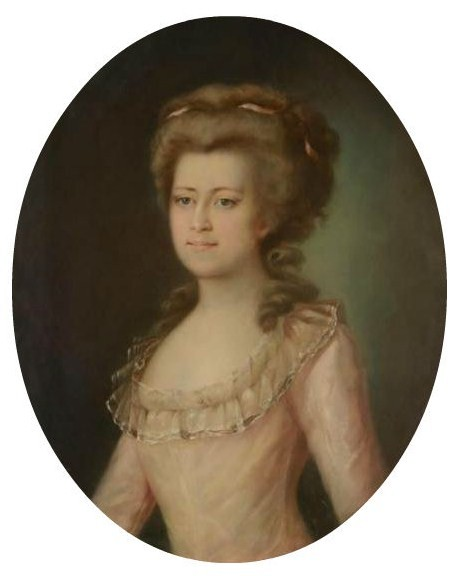
Анна Салтыкова, дочь

Жена — Анна Ефимовна Буженинова (1745—11.09.1810). Дети:
- Степан (1769— ?), полковник (1799).
- Николай (1772—1830), инженер-генерал-майор; был женат на фрейлине Марии Павловне Шиповой, в 1839 году ставшей начальницей Смольного института благородных девиц.
- Анна (06.01.1776—19.07.1810), замужем (с 29.05.1794) за графом (с 1814 светлейший князь) Дмитрием Николаевичем Салтыковым (1767—1826), камергером двора, был слепым от рождения. Их сыновья Петр и Алексей Салтыковы.
- Андрей (1778— ?)
- Пётр (1782— ?), прапорщик лейб-гвардии Измайловского полка.
- Василий, коллежский асессор.